# Oldmasters Museum
Het Oldmasters Museum (Frans: Musée Oldmasters), voorheen het Koninklijk Museum voor Oude Kunst (Frans: Musée royal d'Art ancien), is een museum in het Brussels Hoofdstedelijk Gewest. Het maakt deel uit van de Koninklijke Musea voor Schone Kunsten van België.

## Collectie en geschiedenis
Het museum opende in 1803 in uitvoering van het Besluit Chaptal. De Belgische Departementen maakten toen deel uit van het Frankrijk van Napoleon Bonaparte, die regionale musea oprichtte om er de werken in onder te brengen die tijdens de Franse Revolutie in beslag waren genomen. In Brussel ging het hoofdzakelijk om 15e- tot 18e-eeuwse schilderijen.
In 2016 doet het mee aan de campagne 100 Masters van de Brusselse Museumraad waarmee de permanente collecties van allerlei Brusselse musea worden gepromoot.

## Belangrijkste werken

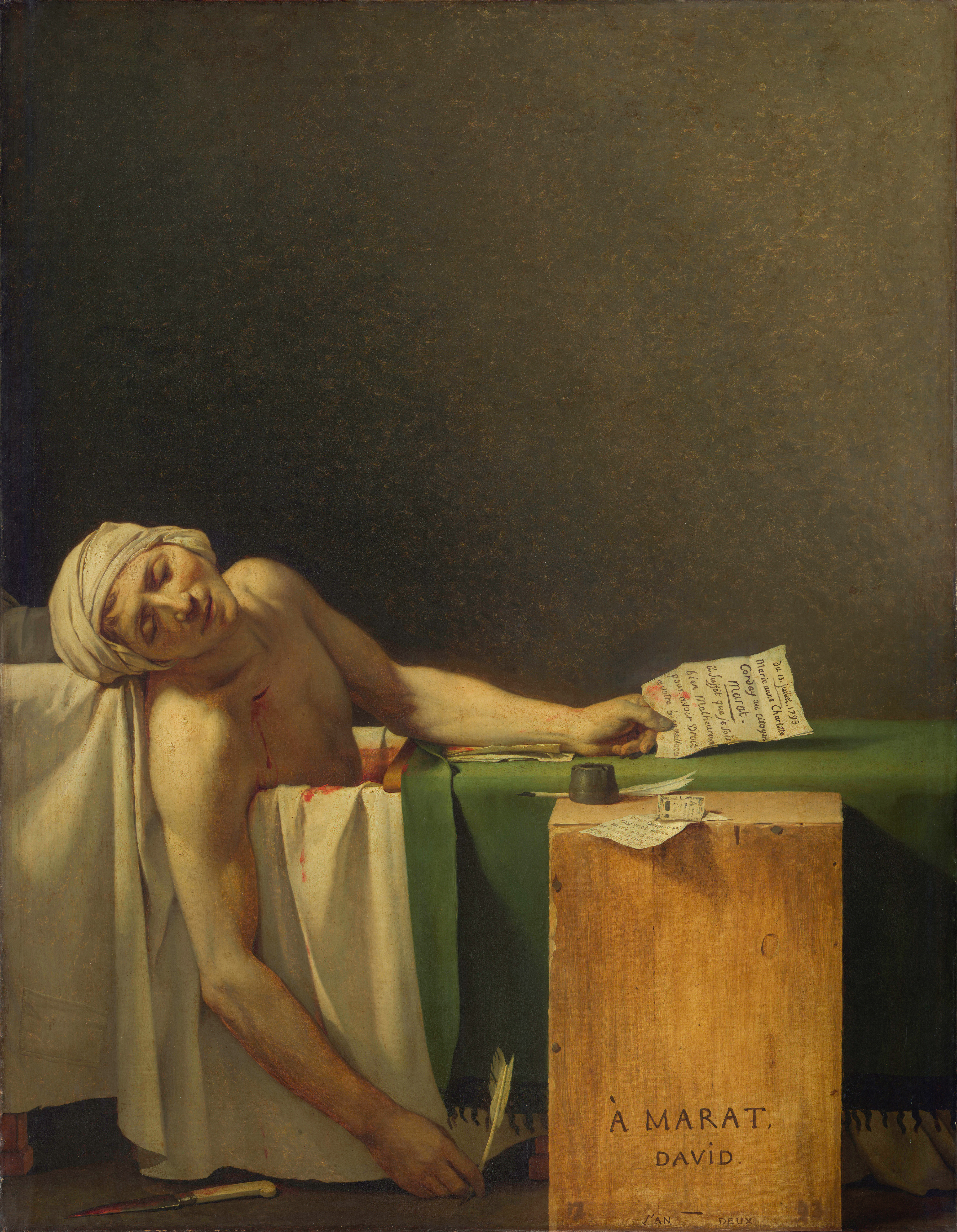
Jacques-Louis David, De dood van Marat, 1793

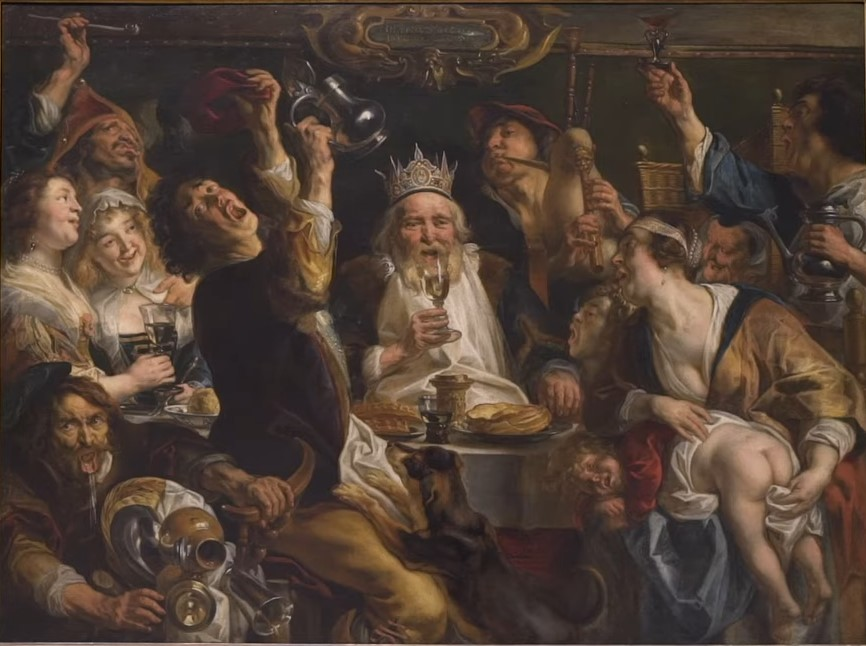
Jacob Jordaens, De koning drinkt, omstreeks 1640

- Robert Campin, of de Meester van Flémalle: De annunciatie, tussen 1415 en 1425
- Rogier van der Weyden :
  - Pietà, ca. 1441
  - Portret van Antoon van Bourgondië, 1461–1462
- Meester van de Boodschap van Aix, mogelijk Barthélemy d'Eyck : De profeet Jeremia, Rechterluik van de triptiek met de boodschap uit de Saint-Sauveurkerk te Aix-en-Provence, 1443 en 1445[1]
- Dirk Bouts : 
  - De gerechtigheid van keizer Otto : De vuurdoop, 1471-1473[2]
  - De gerechtigheid van keizer Otto : De marteldood van de onschuldige graaf, 1473-1475
- Petrus Christus : Pietà, 1446-1456
- Hans Memling :
  - De marteling van de heilige Sebastiaan, omstreeks 1475[3]
  - Portretten van Willem Moreel en Barbara van Vlaenderberch (zijn echtgenote), omstreeks 1482
- Hugo van der Goes : De heilige Anna, Maria en het Kind en een franciscaner schenker, omstreeks 1475[4]
- Hieronymus Bosch :
  - Calvarie met schenker, ca. 1490
  - De geboorte van Christus
- Gérard David : Maria met de paplepel, omstreeks 1515[5]
- Jan Gossaert : Venus en Amor, 1521[6]
- Pieter Brueghel de Oude :
  - De val van Icarus[7], ca. 1590-95 (kopie naar een verloren werk)
  - De Voorzichtigheid, 1559[8]
  - De val van de opstandige engelen, 1562[9]
  - De aanbidding der wijzen[10]
  - Winterlandschap met schaatsers en vogelknip, 1565[11]
  - Volkstelling te Bethlehem, 1566[12]
- Pieter Paul Rubens en zijn atelier :
  - De aanbidding der wijzen, omstreeks 1618[13]
  - Pietà met heilige Franciscus, omstreeks 1634-1636[14]
  - De marteling van de heilige Livinus, omstreeks 1636-1637[15]
  - en vele andere
- Jacob Jordaens :
  - De koning drinkt, ca. 1638[16]
  - De koning drinkt, ca. 1640
  - Sater en boer, omstreeks 1640-1645[17]
- Jacques-Louis David : 
  - De dood van Marat, 1793
  - Mars ontwapend door Venus, 1824